# Wellendingen
Wellendingen è un comune tedesco di 3 052 abitanti, situato nel land del Baden-Württemberg.